# Takehiro Mizutani
Takehiro Mizutani (Kobe, 9 augustus 1973) is een Japans voormalig professioneel wielrenner. Hij reed in zijn carrière voor onder meer Besson Chaussures en Bridgestone Anchor.

## Carrière
In 1996 behaalde hij voor het eerst een ereplaats in een professionele wedstrijd, de Shimano Road Race, een criterium in Japan. Twee jaar later werd hij tweede in de tweede etappe van de Ronde van Normandië. Het seizoen erop had hij een profcontract bij de Franse ploeg Besson Chaussures, hij zou hier twee seizoenen blijven. Vanaf 2002 reed hij voor het Japans Bridgestone Anchor. In 2003 behaalde hij zijn eerste profoverwinning: de vijfde etappe in de Ronde van Hokkaido. In 2005 won hij de tweede etappe in de Ronde van Alentejo. Het jaar erop reed Mizutani voor Cycle Racing Team Vang. Hier bleef hij slechts één seizoen. Na 2006 beëindigde hij zijn professionele loopbaan. Hij werd later ploegleider van meerdere ploegen, zoals EQA, Nippo-Vini Fantini-Faizanè en Cofidis.

## Belangrijkste overwinningen
1997
2e etappe Ronde van Loir-et-Cher
2003
2e etappe Ronde van de Manche
5e etappe Ronde van Hokkaido
2005
2e etappe Ronde van Alentejo